# Mount Lucania
Mount Lucania är det tredje högsta berget i Kanada med sina 5226 meter över havet. En lång bergsrygg binder ihop Mount Lucania med Mount Steele (5073 meter) det femte högsta berget i Kanada. Berget är namngivet efter en region södra i Italien (Basilicata).